# Tesla Model S
Tesla Model S er en femdørs elbil i luksusklassen produceret af Tesla Motors. Ifølge producenten er den verdens første elektriske luksussedan. Det amerikanske Environmental Protection Agency vurderede i 2012, at Model S var den elbil på markedet med størst rækkevidde, og bilen er i dag fortsat en af de elbiler med længst rækkevidde. Modellen kom på gaden i USA i 2012, i Europa i 2013 og i Asien i 2014. Ved udgangen af december 2015 var der i alt solgt flere end 100.000 Model S – heraf 60.000 i USA, 10.000 i Norge og 3300 i Danmark. Startprisen i Danmark var, til og med 2015, 580.000 kr., som følge af at elbiler var fritaget for registreringsafgift. I 2016-2020 udfases den danske afgiftsfritagelse for elbiler, herunder også Model S, så startprisen pr. 6. marts 2016 er 754.757 kroner (Tesla Model S 70D), hvoraf registreringsafgift og moms udgør 266.000 kr.
Model S kunne i de første år fås i fem varianter med 320 hk (236 kW) - 700 hk (515 kW) og med en rækkevidde på op til 420-560 km. 0-100 km/t nås på 3,0-5,8 sek. Egenvægten er 2100 kg. Bilen har ingen udstødning og udleder ingen CO2 ved kørsel. Der udledes derfor kun CO2 fra produktionen af strømmen i det omfang, strømmen kommer fra fossilt brændstof. Størstedelen af batteriet er placeret i bunden af bilen og består af op til 7104 lithium-ion-batterier i 16 moduler. Teslas net af hurtigladere i Nordamerika, Europa, Kina, Japan og Australien gør det muligt at oplade batteriet halvt på ½ time. Pr. 2023 kan Model S fås i to varianter: Model S med 634 km WLTP-rækkevidde og Model S Plaid med 600 km rækkevidde.
Ifølge Time Magazine var Model S blandt de 25 bedste opfindelser i 2012. Bilen har fået fem ud af fem mulige stjerner hos såvel det amerikanske NHTSA som det europæiske Euro NCAP, men den blev oprindeligt kritiseret for at være farlig for andre bilister ved sammenstød. Model S er - ligesom andre batteridrevne elbiler - endvidere kritiseret for at miste rækkevidde under lave temperaturer, når den ikke er i brug og ikke oplades. Ligeledes medførte tre brande i batteriet de første par år, at Tesla valgte at indbygge ekstra beskyttelse af undervognen.

## Baggrund
Model S er designet af Franz von Holzhausen, der havde en baggrund i Mazdas nordamerikanske afdeling. Under udviklingen og førproduktionen bar bilen kodenavnet WhiteStar. Model S annonceredes første gang i en pressemeddelelse den 30. juni 2008. Prototypen blev vist frem på en pressekonference den 26. marts 2009.
I februar 2008 kom det frem, at Tesla Motors forventede at tilbyde en variant af Model S med ekstra rækkevidde som følge af en indbygget benzinmotor, men denne variant sattes efterfølgende ikke i produktion. På GoingGreen-konferencen i september i 2008 fastslog medstifteren og den adm. direktør for Tesla Motors, Elon Musk, at Tesla udelukkende ville udvikle elbiler. Med Model S har Musk ønsket at vise, at det er muligt at bygge en anvendelig og luksuriøs elbil til det brede marked. Fra starten var det Musks plan at starte fra toppen af markedet med den elektriske Roadster og siden bevæge sig nedad i segmenterne. Det andet trin i denne plan var Model S - en sedan i stil med blandt andre BMW M5.
Etableringen af en samlefabrik i Albuquerque i New Mexico skulle have været på plads i starten af april 2007 men blev ikke til noget. Det var også meningen, at der skulle bygges en fabrik i San Jose, Californien. I maj 2010 oplyste Tesla, at man ville producere Model S på den tidligere NUMMI-fabrik i Fremont i Californien, betegnet Tesla Factory, hvilket blev den endelige løsning.

## Produktion
Model S produceres på Teslas fabrik i Fremont i Californien. Til det europæiske marked samler og distribuerer Tesla fra det europæiske distributionscenter i Tilburg i Holland. Bilerne bygges og testes i Fremont. Batteriet, elmotoren og de øvrige komponenter afmonteres og fragtes særskilt med skib til Tilburg, hvor bilerne samles på ny. Centret består af en industribygning på 18.900 m2, der også fungerer som værksted og reservedelslager.
De første ti kunder fik overdraget deres biler på fabrikken i Fremont den 22. juni 2012 under den officielle lancering. Produktionen øgedes fra 15-20 biler om ugen i august 2012 til over 200 i starten af november og 400 i slutningen af december. I 2012 produceredes 3100 Model S, og 2650 biler leveredes til kunder i USA.
I december 2013 oplyste myndighederne i Californien, at man ville give Tesla Motors en skattefritagelse på 34,7 mio. dollars, så produktionen i Fremont kunne øges til omkring 35.000 biler om året.
Ifølge Tesla forventedes produktionen øget fra 600 biler om ugen i starten af 2014 til omkring 1000 biler om ugen i slutningen af 2014. I starten af maj 2014 var produktionsraten 700 biler om ugen.

## Specifikationer og udstyr
| Det udvendige dørhåndtag i lukket (tv.) og åben (th.) position. |  | Det udvendige dørhåndtag i lukket (tv.) og åben (th.) position. |
| Det udvendige dørhåndtag i lukket (tv.) og åben (th.) position. |  |                                                                 |

I stedet for en traditionel bilnøgle tændes Model S automatisk og trådløst ved hjælp af en lille sort Tesla-nøgle i legetøjsbilstørrelse, når man nærmer sig bilen. Samtidig låses dørhåndtagene op og glider frem ved en let berøring. Når de ikke er i brug, trækker de sig tilbage i karosseriet for at mindske luftmodstanden. Når føreren har nøglen i sin lomme, tændes motoren ved, at føreren ifører sig sikkerhedssele.

### Motor
Tesla Model S 2013-2014 Performance-modellerne var udstyret med en elmotor på 421 hk (310 kW) og 600 Nm, der var placeret over bagakslen. Mellemversionen ydede 362 hk (266 kW) og 440 Nm. Tesla Motors hævdede, at luftmodstandskoefficienten var så lav som 0,24 Cw, hvilket ved lanceringen var lavere end nogen anden bil. CLA-modellen i 180 BlueEfficiency-varianten fra Mercedes har dog efterfølgende overgået Model S.
60 kWh-modellen - der var på markedet til og med 2014 - havde en tophastighed på 190 km/t og kunne nå fra 0-100 km/t på 6,2 sekunder. 70 kWh-modellen (fra 2015) har en tophastighed på 225 km/t og kommer fra 0-100 på 5,4 sek. 85 kWh-modellens tophastighed var oprindelig 201 km/t - hvilket øgedes til 225 km/t fra 2015 - og accelerationen fra 0-100 km/t kan nås på 5,6 sekunder. Topmodellen til og med 2014, 85 kWh-Performance, havde en tophastighed på 210 km/t og kunne accelerere fra 0-100 km/t på 4,4 sekunder.
Ved indgangen til 2015 lancerede Tesla Motors en række nye motorvarianter med firehjulstræk og motor ved både for- og bagakslen. Pr. april 2015 kunne Model S fås i følgende varianter: 70D, 85, 85D og den nye topmodel 85D Performance (P85D) med en tophastighed på 250 km/t. En softwareopdatering i januar 2015 øgede accelerationen fra 0-100 km/t til 3,3 sek. (oprindelig 3,4 sek.) for topmodellen Tesla Model S P85D (3,2 sekunder for 0-60 mph).
Motoren fungerer også som regenerativ bremse med en effekt på op til mere end 60 kW, hvilket mindsker både energiforbruget og sliddet på bremserne.

### Batteri og rækkevidde
Til og med 2014 kunne Model S fås i to batterivarianter: 60 og 85 kWh. Fra 2015 ændredes det til 70 og 85 kWh.
Ifølge Tesla Motors havde 60 kWh-batteriet en rækkevidde på 370 km og 85 kWh-batteriet 510 km, hvis der kørtes med en konstant hastighed på 89 km/t. Ifølge det amerikanske Environmental Protection Agency (EPA) var rækkevidden for 60 kWh-batteriet 335 km og for 85 kWh-batteriet 426 km.
Pr. 2015 var rækkevidden for 70 kWh-batteriet 442 km og for 85 kWh-batteriet 502 km i 85- og 85D-varianterne og 480 km i topmodellen P85D.
Når bilen ikke er i brug, er det muligt at anvende en batterisparefunktion, der slukker for skærmene på instrumentbordet og andet af bilens elektronik. Dette øger tiden, det tager for instrumentbordet at blive køreklar. Til gengæld skulle det kunne øge rækkevidden med op til 13 km om dagen.
85 kWh-batteriet består af 7104 lithium-ion-batterier placeret i 16 moduler. 14 af modulerne er placeret i bunden af bilen, og to er placeret forrest i bilen. I 2012 bestod batteripakken af Panasonic-celler med nikkel-cobalt-aluminium katoder. Placeringen af batteriet nederst i bilen under kabinen sænker bilens tyngdepunkt.
Batteriet på 60 kWh udgik ved udgangen af 2014 og erstattedes med et 70 kWh-batteri. Batteriet på 85 kWh-modellerne har en garanti på 8 år men uden kilometerbegrænsning.
Rækkevidde-rekorder
I 2012 satte en Tesla-ejer fra Florida verdensrekord ved at køre 681,6 km på en enkelt opladning.
I august 2015 formåede den norske Model S-ejer, Bjørn Nyland, at køre 728,7 km i sin P85D. Rekordturen startede og sluttede ved superladestationen i Rødekro, så det flade sønderjyske landskab kunne medvirke til at holde batteriforbruget nede.

### Oplader
Opladeren fungerer ved såvel 120 som 230 volts stikkontakter ved op til 11 kW. Som ekstraudstyr til ca. 15.000 kr. kan tilkøbes en 22 kW-oplader.
Opladerstikket er placeret bag den venstre baglygte. Stikket er omkranset af en LED-krans, der blinker hyppigere, når batteriet er ved at være fuldt opladet. Tesla har etableret 120 kW-hurtigladestationer, så særligt lange rejseafstande kan tilbagelægges. En hurtiglader kan øge rækkevidden med op til 320 km i løbet af 30 minutter og lade et 85 kWh-batteri fuldt op i løbet af en time. Hurtigladere er standardudstyr på alle 85 kWh-modellerne og 70 kWh.
Opladningstiden afhænger af, hvor meget strøm der er på batteriet, batteriets samlede kapacitet og den tilgængelige spænding og elektriske sikring. Fra et 120 volts/15 ampere husholdningsstik kan rækkevidden øges med 8 km pr. time. Fra et 11 kW og 230/400V 3 faset 16A stik (som fx anvendes af nogle få luksusautocampere) eller et 1 faset 230V 50A stik (hvilket er knap så udbredt i Europa), kan rækkevidden øges med 50 km pr. time. Hvis Teslas dobbeltoplader på 22 kW anvendes, kan rækkevidden øges med 100 km pr. time. Hardware til hurtigladeren er standardudstyr på 85 kWh-modellerne og kan købes som ekstraudstyr på 60 kWh-modellerne i form af en softwareopgradering.

### Instrumentbord
Instrumentbordet består af et LCD display bag rattet, der viser speedometer, energiforbrug, batteriniveau, anslået rækkevidde og hvilken kørestilling (køregear, bakgear osv.), man er i. Den automatiske gearkasse kan sættes i Drive (køregear), Neutral (frigear), Reverse (bakgear) og Park (parkering), som det kendes fra de fleste amerikanskproducerede biler.[kilde mangler]
Til højre for føreren i midterkonsollen findes en 17-tommer touchscreen med en række af bilens primære funktioner - blandt andet GPS-navigation, klimaanlæg, og internetadgang. Skærmen er inddelt i fire områder. Øverst findes genvejstaster til opladning, førerprofiler og køretøjsdata. Nedenunder findes adgang til en række apps herunder internet, navigation med Google Maps, energi, bakkamera og telefon. Den midterste del af skærmen viser de to aktive apps, der er opdelt i et øvre og nedre område. Nederst på skærmen kontrolleres blandt andet bilens døre, låse, lys og temperatur.
Eftersom navigationssystemet benytter GPS og Google Maps, er det nødvendigt med konstant internetadgang. Som ekstraudstyr kan købes en technology package, som gør det muligt for navigationssystemet at producere kort og kørselsanvisninger også uden netdækning.

### Autopilot og delvis førerløs kørsel
Alle Model S har siden oktober 2014 haft indbygget hardwareudstyr til autopilot i form af et kamera i bilens forende, langtrækkende radar og ultrasoniske sensorer. I midten af oktober 2015 sendte Tesla deres software version 7.0 ud til alle Model S-ejere, hvilket gør det muligt at køre delvist førerløst, dvs. hvor det som udgangspunkt ikke er nødvendigt at have hænderne på rattet. Systemet er primært designet til landevejs- og motorvejskørsel. I 2015 var prisen for at få aktiveret systemet US$ 2500 ved bilens levering og US$ 3000 efter levering.

### Ekstra sæderække
Alle udgaver af Model S har samme karosseri og plads til fem voksne passagerer. For 26.000 kr. kan bilen som ekstraudstyr suppleres med en bagudvendt tredje sæderække i det bagerste bagagerum med plads til to børn på minimum 94 centimeters højde og på mellem 16 og 35 kg. Inkluderet er en forstærket kofanger bagtil. Sæderækken kan fjernes, når den ikke er i brug. Når den tredje sæderække er i brug, vil bagage kunne opbevares i det forreste bagagerum. Med den tredje sæderække er der plads til 5 + 2 passagerer, hvilket var den største passagerkapacitet for en elbil på lanceringstidspunktet.

### Dæk og fælge
Model S leveres med 19"-fælge som standardudstyr på Goodyear Eagle-dæk af typen RSA2, 245/45R19. For 19.100 kr. ekstra kan tilkøbes 19"-fælge af typen Cyclone.
Model S kan som ekstraudstyr endvidere leveres med 21"-fælge af typen Turbine i enten sølv- eller gråt look på Michelin Pilot Sport 2-dæk af typen 245/35R21. Merprisen herfor er 33.500 kr.

### Garanti og service
Model S er dækket af en nybilsgaranti på enten 4 år eller 80.000 km, der omfatter alt standardudstyr, transmission og hele drivlinjen med undtagelse af dækkene. Garantien kan udvides med yderligere 4 år og 80.000 km for en merpris på ca. 20.000 kr. Garantien omfatter en lånebilsordning i form af enten en Model S 85 kWh-model eller en Tesla Roadster. I april 2013 oplyste Tesla, at et årligt servicetillæg på ca. 3.300 kr. - der hidtil havde været obligatorisk for at garantien skulle dække - ikke længere var nødvendigt.[kilde mangler] Servicetillægget kan dog fortsat tilkøbes og omfatter en årlig gennemgang af bilen, justering af dækkene og bremserne, opdateringer af hardware og anden relevant service.[kilde mangler]
Batterigarantien udgør enten 8 år eller 200.000 km for 60 kWh-batteriet. 85 kWh-batteriet har en ubegrænset kilometergaranti på 8 år. Begge batterigarantier dækker skader fra ukorrekte opladningsprocedurer og batteribrand, også selvom branden skyldes en fejl fra chaufførens side. Tab af batterikapacitet over tid og brug er dog ikke omfattet af batterigarantien.
I august 2014 udvidede Tesla Motors garantien, så den også dækker motorenheden i otte år og med ubegrænset kilometer, som det er tilfældet med batterienheden.

### Facelift (2016)
I april 2016 kom det frem, at Model S ville blive opdateret med et nyt design af fronten og baglygterne, et nyt luftfiltreringssystem (som en del af Premium-pakken) og hurtigere opladning (opgraderet fra 40 til 48 ampere). Faceliftet indebærer, at den store fiskemund med kølergrill udskiftes med en mere ren front a la Model X. Forlygterne er fuldt adaptive med 14 dioder i hver.

## Varianter og priser
Model S kunne i modelårene 2013-14 fås i tre motorvarianter med lithium-ion batterier på enten 60 og 85 kWh, der yder 306 hk (225 kW) - 421 hk (310 kW) og med en rækkevidde på op til 390-500 km. 0-100 km/t nås på hhv. 6,2 sek. (60 kWh), 5,6 sek. (85 kWh) og 4,4 sek. (85 kWh Performance). Derudover er det muligt at tilkøbe en Plus-pakke til 85 kWh Performance-modellen. Med D-serien fra modelåret 2015 udvides antallet af motorvarianter fra tre til fire.
De første 1000 biler i produktionslinjen var 85 kWh-versioner, der betegnedes Signature og Signature Performance.
Den billigste variant med 60 kWh-batteri og 306 hestekræfter koster i Danmark 540.000 kr. inkl. moms og uden ekstraudstyr. Den dyreste variant med 85 kWh-batteri, Performance Plus-pakken og 421 hestekræfter koster 764.000 inkl. moms og uden ekstraudstyr.
I henhold til § 2, stk. 1, nr. 13 i lov om registreringsafgift af motorkøretøjer mv. er elbiler - og således også Model S - fritaget for afgift, hvis bilen er anmeldt til registrering indtil videre inden udgangen af 2015. Dog betales der fortsat moms, som for den billigste model udgør ca. 108.000 kr. De fleste andre lande har tilsvarende lovgivning, der fritager elbiler og således også Model S for afgifter.
Som følge af ændrede afgiftsregler for elbiler stiger priserne for Model S i Danmark markant frem mod 2020.

### D-serien
Den 9. oktober 2014 løftede Tesla sløret for sin nye D-serie, der er to-motors versioner af S-modellen med firehjulstræk. Topmodellen Model S P85D yder 691 hk (509 kW), har en rækkevidde på 442 km og accelererer fra 0-100 km/t på 3,4 sekunder. Modellen under, Model S 85D, har en rækkevidde på 460 km. P85D forventedes på markedet i USA til december 2014, mens de lavere ydende 85D og 60D forventedes på gaden fra februar 2015.
I november 2014 kom det frem, at den mindste D-variant, 60D, var droppet ligesom P85-varianten med baghjulstræk. Det var da planen, at der fra og med modelåret 2015 skulle være fire varianter: 60 og 85 kW-batteri med baghjulstræk og 85D og P85D (Performance-varianten) med firehjulstræk og front- og hækmotor.
Sammenlignet med 2014 steg basismodellen i 2015 med 15.450 kr. Samtidig øgedes ydeevnen fra 306 hk (225 kW) til 380 hk (280 kW). Topmodellen blev 67.450 kr. dyrere, hvis der sammenlignes med 85 kWh Performance Plus (-2014) og 85 kWh Performance D (2015-). Samtidig øgedes ydeevnen fra 421 hk (310 kW) til 700 hk (515 kW), og firehjulstræk blev standardudstyr.
I april 2015 lå det endelige modelprogram for 2015 klar, og som basismodel afløste den nye variant med 70 kWh-batteri (70D), firehjulstræk og motor fortil og bagtil den tidligere variant med 60 kWh-batteri og baghjulstræk. På det globale marked var der nu fire varianter af Model S, hvoraf de tre udgjordes af D-serien.

### Model-betegnelser
Model S brugte fra 2013-2019 følgende betegnelser:
Tal = Batteristørrelse i kWh
P = Performance
D = Dual Motor (AWD)
Ludicrous = Køreindstilling hvor bilen forvarmer batteriet og leverer maksimal performance til f.eks. racerbane og dragrace.

Fra 2019-2021 blev disse betegnelser droppet, og modelvarianterne blev markant simplificeret for at følge den mere simple navngivning med Model 3 med henholdsvis "Long Range", og "Performance". Tallet fra navnet blev også fjernet, og begge varianter har samme 100kWh batteri.

Fra 2022 og frem er betegnelserne blevet endnu mere simplificeret, da de har droppet navnet "Long Range", og basis modellen hedder nu blot "Model S", og performance varianten hedder "Plaid".

### Modeloversigt
| Variant                | Årgang    | Batteri kapacitet (kWh) | Pris (kr.) | Hestekræfter | Acceleration 0-100 km/t (sek.) | Tophastighed (km/t) | Rækkevidde (km) | Bemærkninger |
| ---------------------- | --------- | ----------------------- | ---------- | ------------ | ------------------------------ | ------------------- | --------------- | ------------ |
| Model S 60             | 2013-2015 | 60                      | 537.000    | 302          | 6,2                            | 190                 | 390 (NEDC)      |              |
| Model S 60D            | 2015-2016 | 60                      |            | 376          | 6,0                            | 200                 | 360 (NEDC)      |              |
| Model S 70             | 2015-2016 | 70                      | 801.557    | 320          | 5,5                            | 225                 | 375 (NEDC)      |              |
| Model S 70D            | 2015-2016 | 70                      | 653.100    | 332          | 5,4                            | 225                 | 442 (NEDC)      |              |
| Model S 85             | 2013-2016 | 85                      | 610.000    | 362          | 5,6                            | 200                 | 502 (NEDC)      |              |
| Model S 85D            | 2015-2016 | 85                      | 689.100    | 376          | 5,4                            | 250                 | 528 (NEDC)      |              |
| Model S P85            | 2013-2014 | 85                      | 713.200    | 416          | 4,4                            | 210                 | 502 (NEDC)      |              |
| Model S P85D           | 2014-2016 | 85                      | 831.450    | 469          | 3,3                            | 250                 | 491 (NEDC)      |              |
| Model S 90D            | 2015-2016 | 90                      |            | 423          | 4,4                            | 250                 | 557 (NEDC)      |              |
| Model S P90D           | 2015-2016 | 90                      | 892.500    | 469          | 3,3                            | 250                 | 509 (NEDC)      |              |
| Model S P90D Ludicrous | 2015-2016 | 90                      |            | 762          | 3,0                            | 250                 | 509 (NEDC)      |              |

| Variant                | Årgang    | Batteri kapacitet (kWh) | Pris (kr.) | Hestekræfter | Acceleration 0-100 km/t (sek.) | Tophastighed (km/t) | Rækkevidde (km) | Bemærkninger |
| ---------------------- | --------- | ----------------------- | ---------- | ------------ | ------------------------------ | ------------------- | --------------- | ------------ |
| Model S 60             | 2016-2017 | 60                      | 738.507    | 320          | 5,8                            | 210                 | 400 (NEDC)      |              |
| Model S 60D            | 2016-2017 | 60                      |            | 332          | 5,4                            | 210                 | 408 (NEDC)      |              |
| Model S 70             | 2016-2016 | 70                      | 801.557    | 320          | 5,8                            | 225                 | 455 (NEDC)      |              |
| Model S 70D            | 2016-2016 | 70                      | 858.887    | 333          | 5,4                            | 225                 | 470 (NEDC)      |              |
| Model S 75             | 2016-2017 | 75                      | 835.877    | 320          | 4,6                            | 225                 | 480 (NEDC)      |              |
| Model S 75D            | 2016-2019 | 75                      | 810.340    | 332          | 4,4                            | 225                 | 490 (NEDC)      |              |
| Model S 90D            | 2016-2017 | 90                      | 1.001.107  | 422          | 4,4                            | 250                 | 557 (NEDC)      |              |
| Model S P90D           | 2016-2016 | 90                      |            | 469          | 3,3                            | 250                 | 509 (NEDC)      |              |
| Model S P90D Ludicrous | 2016-2016 | 90                      |            | 540          | 3,0                            | 250                 | 509 (NEDC)      |              |
| Model S 100D           | 2017-2019 | 100                     | 1.045.825  | 613          | 4,3                            | 250                 | 632 (NEDC)      |              |
| Model S P100D          | 2016-2019 | 100                     | 1.349.065  | 680          | 2,7                            | 250                 | 613 (NEDC)      |              |
| Model S Long Range     | 2019-2021 | 100-103                 | 717.220    | 541          | 3,8                            | 250                 | 624-652 (WLTP)  |              |
| Model S Performance    | 2019-2021 | 100-103                 | 842.020    | 789          | 2,5                            | 261                 | 593-639 (WLTP)  |              |

| Variant       | Årgang | Batteri kapacitet (kWh) | Pris (kr.) | Hestekræfter | Acceleration 0-100 km/t (sek.) | Tophastighed (km/t) | Rækkevidde (km) | Bemærkninger |
| ------------- | ------ | ----------------------- | ---------- | ------------ | ------------------------------ | ------------------- | --------------- | ------------ |
| Model S       | 2022-  | 100                     | 903.412    | 680          | 3,2                            | 250                 | 652 (WLTP)      |              |
| Model S Plaid | 2022-  | 100                     | 1.231.412  | 1020         | 2,1                            | 322                 | 628 (WLTP)      |              |

### Udfasning af afgiftsfritagelsen i Danmark
Som følge af afgiftsaftalen for el- og brintbiler indgået den 9. oktober 2015 mellem regeringen, Socialdemokraterne, Dansk Folkeparti og De Radikale vil der frem mod og efter 2020 skulle betales registreringsafgift for Model S, hvilket resulterer i følgende priser eksemplificeret med basisvarianten 70D og topmodellen P85D:
| Model S-priser | 2015    | 2016      | 2017      | 2018      | 2019      | 2020      |
| -------------- | ------- | --------- | --------- | --------- | --------- | --------- |
| 70D (kr.)      | 589.000 | 739.000   | 844.500   | 1.001.100 | 1.129.500 | 1.141.500 |
| P85D (kr.)     | 875.000 | 1.522.400 | 1.585.400 | 1.702.300 | 1.812.900 | 1.807.100 |

Til sammenligning stiger prisen for en Nissan Leaf elbil fra 274.900 kr. i 2015 til 352.300 kr. i 2020, mens prisen for en VW e-up falder fra 186.300 kr. i 2015 til 170.700 kr. i 2020.
Udfasningen af afgiftsfritagelsen medførte, at salget af Model S steg kraftigt op mod årsskiftet 2015/2016. I november blev der solgt 525 og i december 2015 1.248 eksemplarer. I december var bilen således den meste solgte bil i Danmark. Dermed var det første gang nogensinde, at en elbil var den mest solgte bil i Danmark.

## Miljøpåvirkning
Ifølge Tesla har Model S ingen udstødning og udleder derfor ingen CO2 ved kørsel. I det omfang strømmen til batteriet ikke er produceret fra vedvarende energi men fra energiformer, der har begrænsede reserver, vil der blive udledt CO2, når strømmen til en Model S skal produceres og leveres over det almindelige elnet. Ifølge The Guardian udleder S-modellen 85 gram CO2 pr. km, hvis strømmen hentes fra det almindelige britiske elnet. Til sammenligning udledte den gennemsnitlige britiske bil 128,3 gram CO2 pr. km i 2013.
I februar 2014 offentliggjorde Automotive Science Group (ASG) resultatet af en undersøgelse, der kortlagde livscyklussen for 1300 biler fordelt på ni kategorier solgt i Nordamerika. Undersøgelsen bedømte Model S som den mest miljøvenlige bil i luksusklassen i 2014-modelåret. Baseret på miljøpåvirkningen gennem Model S' livscyklus konkluderede undersøgelsen, at miljøpåvirkningen ved at producere bilen opvejes af bilens begrænsede påvirkning af miljøet ved kørsel. Ifølge undersøgelsen var elbilen Nissan Leafs miljøpåvirkning gennem hele bilens livscyklus den mindst mulige blandt alle 2014-modeller på det nordamerikanske marked.
Ifølge Tesla Motors forventes en Model S at udligne den energi, der blev brugt til at producere bilen, i løbet af mindre end 16.000 kørte km. ("Tesla Motors expects the Model S to "pay back" the energy that went into producing the car in less than 10,000 miles.")

## Modtagelse
Model S kunne for første gang besigtiges i Danmark fra den 19. december 2012 i Teslas udstillingslokaler i Bredgade i København.
Bilen var på besøg i Danmark for anden gang, da der i februar 2013 arrangeredes prøveture for særligt indbudte gæster som en del af "GET AMPED - Model S Tour", der besøgte fem europæiske byer. Med udgangspunkt ved Hotel Crowne Plaza i Ørestad kunne kommende danske Model S-ejere få en prøvetur i deres kommende køretøj. Derudover var forskellige folk inden for branchen også indbudte til en 10 minutters køretur bag rattet i en af tre Model S.

### Anmeldelser
Den 23. juni 2012 blev Model S testkørt af en dansk motorjournalist for første gang, da Torben Arent fra FDM's medlemsblad Motor prøvekørte bilen i Californien. Motor anmeldte bilen i november 2013.
I april 2013 var Model S på forsiden af Bil Magasinet som den første elbil i magasinets 22-årige historie. Det skete under rubrikkerne "Elektrisk revolution – Tesla Model S er fremtiden. Endelig en elbil du kan bruge".
| „ | Det er første gang, vi har en elbil på forsiden. Årsagen er, at Tesla Model S er en skelsættende bil, som kan være med til at flytte elbil-begrebet fra obskur fanatisme til ønskværdig brugbarhed. Vi har været begejstrede for Model S, som også designmæssigt flytter elbilen fra kuriositet til elegantier. | “ |
|   | — Mikkel Thomsager, chefredaktør på Bil Magasinet (april 2013) |   |

I juni 2013 anmeldtes Model S i Politiken i den kraftige version med 85 kWh-batteri af journalist Allan Graubæk. Graubæk prøvekørte bilen fra København til Sjællands Odde tur/retur, drog afsted med en resterende rækkevidde på 488 km og vendte hjem med en resterende rækkevidde på 140 km efter den 274 km lange tur. Ifølge Graubæk er Model S elbilen alt det, som en elbil normalt ikke er: "luksuriøs, lynende hurtig og frem for alt har den en rækkevidde, der nærmer sig det, man oplever i en normal benzin- eller dieselbil. Elmotoren yder 416 hk, og accelerationen kan kun beskrives som bombastisk. Det føles, som når et fly letter, eller man bliver slynget af sted i en rutsjebane." Graubæk konkluderer, at det ikke er alt ved bilen, der imponerer: Dørene smækker med en lidt primitiv lyd, der ikke er en luksusbil værdig. Der er god benplads bagude, men når der er soltag i bilen, vil voksne hurtigt støde hovedet i loftet. Og nakkestøtterne sidder alt for lavt. Ifølge Graubæk er bilen dog uden tvivl den mest overbevisende elbil, verden endnu har set.
I september anmeldtes Model S i Bil Magasinet af chefredaktøren Mikkel Thomsager. Ifølge Thomsager byder Model S nærmest på enorm plads alle steder. Endvidere påpegede han, at bagsædepladsen er overdådig, bagagerummet er stort og kan tilmed konverteres til to barnesæder til børn på 15-25 kg (ekstraudstyr), og der er et ekstra bagagerum foran. Ifølge Thomsager er førerpladsen rummelig, midterkonsollen er stor som et bordtennisbord, og hertil kommer den imponerende, opretstående, trykfølsomme 17" skærm, der bruges til stort set al betjening. Thomsager fremhævede, at materialerne generelt er velvalgte og overfladerne er flotte, men finishen især i kabinen på testeksemplaret er ifølge Thomsager langt fra tysk standard. På trods af den omfattende rækkevidde – der indebærer, at Model S meget vel kan være husstandens bil nr. 1, man vil bruge til 95 % sit kørselsbehov – mener Thomsager, at man alligevel er nødt til at have en bil nr. 2.
Ifølge FDM's anmeldelse fra november 2013 skrevet af Søren W Rasmussen er Tesla Model S en elbil med stor rækkevidde, en potent motor og med masser af plads. FDM var imponeret over bilens egenskaber men forbeholden over for rækkevidden, da de under testkørslen ikke kørte så langt på en opladning som lovet. Endvidere mente FDM, at udledningen af CO2 ved produktionen af strømmen var forholdsvis høj.
Den 26. april 2015 bragte Politiken en anmeldelse af den nye topmodel P85D med 700 hk. Ifølge journalist Allan Graubæk føles accelerationen "som et voldeligt overgreb på fører og passager. Man fornemmer, at øjnene trykkes ind i kraniet, blodet forsvinder fra ansigtet, og det giver et reelt sug i mellemgulvet." Graubæk hæfter sig ved, at der ikke kommer det mindste pift af hjulspind, og at de to elmotorer trækker på henholdsvis baghjul og forhjul, hvilket giver en helt perfekt overførsel af de mange kræfter. Graubæk konstaterer samtidig, at den forreste elmotor afgiver en markant hvinen under maksimal acceleration - lidt som et jetfly - hvilket ifølge Graubæk formentlig er et helt bevidst fremdyrket lydbillede, der klæder bilen.
| „ | En benzinmotor i f.eks. en Ferrari kan også have 700 hestekræfter eller mere, men den skal lige tænke sig lidt om, inden den kan fyre alle hestene af. En elmotor har maksimal effekt fra første omdrejning, og derfor tager den fat med uhørt brutalitet helt fra starten. | “ |
|   | — Allan Graubæk (april 2015) |   |

Den testede version med 700 hestekræfter er oplyst til en rækkevidde på 480 kilometer, og ifølge et par ejere af P85D, som Politiken har talt med, er rækkevidden over 300 km men under 400 kilometer på en opladning af batteriet. Ifølge Graubæk er støjniveauet inde i bilen dæmpet i forhold til, da Politiken prøvekørte bilen i maj 2013, hvor man kunne høre en tydelig snurren fra elmotoren ved motorvejskørsel. Ifølge Graubæk er den støj helt fjernet nu, men der er stadig meget rumlen fra dækkene. Som kritikpunkter mener Graubæk endvidere, at ryglænet på bagsædet fortsat står i en stejl vinkel, der ikke kan justeres, hvilket giver en forkrampet siddeposition. Herudover er der hverken kopholder eller dørlomme ved bagsædet.

### Taxakørsel

#### Danmark
Allerede i februar 2011 - halvandet år før den egentlige serieproduktionen startede - reserverede det danske firma Cleardrive 50 Tesla Model S, hvilket på daværende tidspunkt var den hidtil største ordre i Tesla’s historie. Ordren var begrundet i Cleardrives ønske om at indføre Model S som eltaxa i den danske taxabranche. Den 23. juni 2012 - dagen efter at de egentlige leverancer af Model S begyndte i Californien - var såvel Cleardrive som det københavnske og nordsjællandske taxaselskab 4x48 TaxiNord som de første europæere i Fremont for at testkøre både standardversionen og Performance-modellen. Begge firmaer vurderede, at Model S ville være det første rigtige bud på en elbil, der kunne bruges som taxa. Ifølge direktør i TaxiNord, Carsten Aastrup, efterspørger selskabets kunder i erhvervslivet grønnere transport, og TaxiNord ønskede derfor at afprøve Model S som taxa og elbilskonceptet generelt. I slutningen af oktober 2013 kom Model S på gaden som dansk taxa for TaxiNord og som en af de første Model S i Danmark, men forsøget stoppede i 2014. Ifølge bestyrelsesformand i Cleardrive, Carl H. Nielsen, er det en udfordring, at den eksisterende frikørselsordning af dieseltaxaer hindrer udbredelsen af eltaxaer.
Cleardrive fik syv mio. kr. i projektstøtte fra regeringens transportaftale til at indføre Model S som taxa i Odense og København, men måtte sætte projektet på standby i løbet af marts 2014, fordi projektet skulle reorganiseres.
I maj 2014 så et nyt taxa-projekt dagens lys, hvorefter det med appen Drivr i løbet af sommeren 2014 ville blive muligt at booke en Tesla-taxa i København og Aarhus. Prisniveauet forventedes at ligge mellem prisen for en almindelig taxa og en Executive-taxa. Selskabet bag forventede, at en flåde af 50 Model S ville være på gaden i de to byer i løbet af 12 måneder. I 2015 viser Drivrs hjemmeside Mercedes-biler.

#### Holland
I perioden fra juni til oktober 2014 leveredes 167 Model S taxa til Schiphol-lufthavnen i Amsterdam. Formålet er at vise, at lufthavnen støtter op om bæredygtig transport. Selv om taxaerne har base i lufthavnen, kan de bestilles som almindelig taxa. Taxaerne vil være i drift i fire år indtil 2018 med mulighed for fire års forlængelse indtil 2022.

#### Norge
I september 2013 kom den første Model S som taxa på gaden i Oslo. Ifølge taxavognmand Trond Gustav Sømme forventede han at spare 100.000 norske kr. om året på diesel, bompenge og parkering. Prisen pr. tur er den samme som de øvrige taxaer hos Oslo Taxi.

#### Rusland
Selvom om Tesla Motors i 2015 hverken har salg eller hurtigladestationer i Rusland, så udfører internetfirmaet Yandex taxakørsel i Moskva med een Model S og een Model S Performance til samme pris som almindelig taxakørsel.

#### Tyskland
I januar 2014 kom Tysklands første Model S som taxi på gaden i München.

#### Østrig
I oktober 2014 offentliggjordes det, at et taxafirma i Wien havde bestilt 20 Model S. Prisen pr. tur forventes at blive den samme som for en almindelig taxa.

### Fremtrædende ejere
En af de første danske ejere af Model S omtalt i medierne var klima- og energiminister Martin Lidegaard (R), der under nogen opsigt i medierne fik leveret en 85 kWh-version med 367 hk (270 kW) i efteråret 2013. Indkøbet af ministerbilen var en del af en forsøgsordning, hvor ministeriet ville afprøve en elbils funktionalitet som ministerbil indtil august 2014. Ifølge ministeriet havde bilen været dyrere at anskaffe end den tidligere ministerbil - en BMW 520d. Dette var begrundet i, at elbiler er fritaget for registreringsafgift. Men da ministerierne almindeligvis køber ministerbiler med reduceret registreringsafgift, går staten glip af denne rabat ved køb af en elbil. Til gengæld forventede ministeriet, at de løbende omkostninger ville blive lavere, fordi udgiften til brændstof, service og afgifter er mindre end ved en dieseldrevet bil. Ministeriet forventede derfor samlet set, at der kunne opnås en mindre besparelse på transport af ministeren ved skiftet.
Også Kronprins Frederik fik leveret en Model S - topmodellen 85 Performance+ Signature - som en af de første danskere. Ligeledes i efteråret 2013 fik den norske Kronprins Haakon leveret en Model S Signature.
Ifølge Tesla i Danmark betalte såvel Martin Lidegaard som Kronprins Frederik fuld pris for deres Model S.
I maj 2014 bragte Berlingske Business en artikel om ti danske topchefer, der var blandt de første danske ejere af en Model S. Flere af topcheferne havde købt deres Tesla ubeset og uprøvet, fordi der ikke var prøveeksemplarer i Danmark, da de bestilte bilen på nettet op til 2 ½ år før levering. Nogle af cheferne begrundede valget af Tesla med, at den understøttede virksomhedens grønne image; andre forklarede valget med designet, den lydløse teknologi og den grønne sidegevinst.
I en artikel i Helsingør Dagblad den 22. juni 2015 fremgik det, at Kasper Schmeichel, hans hustru og deres børn efter vielsen i Egebæksvang Kirke i Espergærde "kørte bort i en spritny Tesla S85, som Kasper Schmeichel i al hemmelighed havde købt inden brylluppet."
Ifølge en amerikansk hjemmeside ejede blandt andre følgende berømtheder en Model S (ca. pr. 2014):
- Ben Affleck
- Cameron Diaz
- James Cameron
- James Hetfield
- Jay Leno
- Laurence Fishburne
- Morgan Freeman
- Shakira
- Steven Spielberg
- Will Smith

### Lokalisering i Danmark
Ifølge et interaktivt kort offentliggjort i Politiken var der pr. 31. marts 2016 indregistreret 3866 Teslaer i Danmark, hvoraf 168 var registreret i Kastrup. Endvidere var eksempelvis følgende antal Teslaer registreret: København K (107), Aarhus (ca. 100), Frederiksberg (98), Hellerup (91), Holte (91), Odense (ca. 80), Roskilde (65), Aalborg (58), Vejle (44), Silkeborg (42) og Herning (37).

## Hurtigladestationer og batteriskift

### Hurtigladestationer
Teslas hurtigladestationer (betegnet "Superchargers") gør det muligt at oplade batteriet halvt på ca. 30 minutter, hvilket svarer til en ekstra rækkevidde på ca. 240 km.[kilde mangler] I 2012 begyndte Tesla at etablere et netværk af 480 volt ladestationer til brug for langdistancerejser. I juni 2013 offentliggjorde Tesla, at såvel eksisterende som fremtidige ladestationer ville blive betegnet Tesla-stationer med mulighed for at skifte batteri på under to minutter. Primo 2014 var der 115 stationer i USA, 71 i Europa og 23 i Asien. Tesla-stationerne kan kun anvendes af Tesla-køretøjer.
Den første hurtigladekorridor åbnede i oktober 2012 med seks stationer mellem San Francisco, Lake Tahoe, Los Angeles og Las Vegas. I Teslas vestkystkorridor er stationerne drevet af solenergi, og det er meningen, at de øvrige stationer også skal drives af solenergi. Den anden korridor åbnede i december 2012 mellem Washington, D.C., New York og Boston med tre stationer på rastepladser i Delaware og Connecticut.
I 2014 var det ifølge Tesla muligt at tilbagelægge en kyst-til-kyst-rejse i Nordamerika ved brug af netværket med 94 hurtigladestationer. I 2014 var målsætningen, at 80 % af den amerikanske befolkning og dele af Canada maksimalt skulle have 320 km til den nærmeste hurtigladestation. I 2015 forventes tallet øget til 98 %.
Teslas første hurtigladestationerne i Europa åbnede i Norge i 2013. I august 2013 åbnede Tesla et netværk af seks hurtigladestationer i det sydlige Norge. Stationerne er placeret i Lyngdal, Aurland, Dombås, Gol, Cinderella og Lillehammer. Dette bragte antallet af hurtigladestationer i Norge op på ni, og cirka 90 % af Norges befolkning boede dermed inden for en afstand af 320 km fra en af Teslas hurtigladestationer.
Tesla rettede dernæst fokus mod Tyskland og Holland, hvis indbyggere medio 2014 havde maksimalt 320 km til en hurtigladestation. Ultimo 2014 var Schweiz, Belgien, Østrig, Danmark og Luxembourg dækket af Teslas netværk. Ultimo 2014 boede 90 % af befolkningen i Frankrig, England, Wales og Sverige maksimalt 320 km fra en af Teslas hurtigladestationer.
Den 30. maj 2014 åbnede Tesla sine første to hurtigladestationer i Danmark. Den ene ved Hotel Comwell i Middelfart og den anden ved Elvis-museet Graceland i Randers. Dermed skulle det være muligt at køre i en Tesla fx til Skagen fra København med et minimalt ekstra tidsforbrug til opladning. Teslas tredje danske hurtigladestation åbnede i Hjørring den 15. juli 2014.
I oktober 2014 annoncerede Tesla, at man havde købt en grund ved Skandinavisk Transport Center i Køge, hvor man inden årsskiftet agtede at åbne den største ladestation i Europa med 12 hurtigladere. Placeringen blev valgt, fordi der er tale om et transportknudepunkt såvel i Danmark som mellem Skandinavien og Tyskland. Ladestanderne kommer til at stå under et udhæng med 300 m2 solceller. Energien fra solcellerne kan gennem Teslas ladestandere sendes direkte ind i bilernes batteri. Tesla forventer at etablere yderligere to stationer inden udgangen af 2015 - formentlig i Københavns-området og i Kolding-området. Ved udgangen af 2015 vil det være muligt at køre gratis fra Nordkap til Istanbul eller Lissabon i en Tesla Model S. I starten af 2015 blev Køges hurtigladestation som den første i Europa udstyret med en overdækning med solceller.

### Batteriskift
Model S er designet, så batteriet kan skiftes hurtigt. I juni 2013 offentliggjorde Tesla sit mål om at etablere batteriskift på Tesla-stationerne. Tesla demonstrerede et batteriskift, der tog lidt mere end 1 ½ minut, hvilket ifølge Tesla er halvt så lang tid, det normalt tager at fylde brændstof på en bil med tom tank.
Tesla's første batteriskiftestation er placeret i Harris Ranch i Californien og åbnede den 22. december 2014.

## Salgsstatistik og markeder

### Globalt
Ifølge Tesla Motors var der reserveret 520 Model S den første uge, bilen gik i handlen, og ved udgangen af 2012 havde 15.000 reserveret bilen over netformularen. De første 1000 eksemplarer i form af den særlige kampagnemodel, Model S Signature, var udsolgt inden leveringerne påbegyndtes i juni 2012. Umiddelbart efter kunne Tesla Motors oplyse, at Model S var udsolgt resten af året. En bil bestilt i maj 2012 ville kunne leveres i starten af eller midten af 2013.
De europæiske og asiatiske markeder forventes at blive dobbelt så store som det amerikanske hjemmemarked.

#### 2012
De første leveringer til det amerikanske marked begyndte i juni 2012 med 85 kWh-versionen. Første levering af 60 kWh-versionen blev udskudt fra november 2012 til januar/februar 2013. I 2012 leveredes i alt 2555 biler i Nordamerika.

#### 2013
I de første seks måneder af 2013 leveredes 10.500 biler. I løbet af første kvartal i 2013 leveredes i alt 4900 Model S i Nordamerika - primært i USA og enkelte biler i Canada. Samlet set var der i juni 2013 - et år efter at leveringerne begyndte - solgt 12.700 Model S.
De første Model S leveredes til det europæiske marked i august 2013, da de første biler kom på gaden i Norge, Schweiz og Holland. Fra november 2013 solgtes Model S i 20 lande.
I 4. kvartal 2013 solgtes 6892 Model S. I hele 2013 solgtes 22.477 biler i Nordamerika og Europa, og dermed overgik Tesla sin årlige målsætning på 21.500 enheder. I december 2013 nåede det kumulative globale salg milepælen på 25.000 biler.

#### 2014
I 2013 forventede Tesla at sælge 35.000 eksemplarer i 2014 svarende til en stigning på 55 % i forhold til 2013 - heraf forventede man at producere mellem 8500 og 9000 biler i andet kvartal i 2014, hvilket realiseredes med en produktion af 8763 enheder.
I det første kvartal af 2014 produceredes 7535 Model S, hvoraf 6457 enheder solgtes i Nordamerika og Europa. I marts 2014 var USA stadigvæk det største marked med samlet set flere end 23.800 køretøjer efterfulgt af Norge med 4082 biler. Alene i januar og februar solgtes 563 nye Model S i Norge. I Holland var der i alt solgt 1399 biler efter første kvartal.
I Danmark var Model S den næstmest solgte elbil med 126 eksemplarer fra januar til og med april mod 112 i hele 2013 kun overgået af Nissan Leaf med 190 eksemplarer.
De første leveringer i Kina påbegyndtes i april 2014, og i juni kom venstrekørselsvarianten på gaden i Storbritannien. Denne variant introduceredes efterfølgende i Hong Kong og Japan. De første leveringer til det australske marked planlagdes til andet kvartal i 2014.
I andet kvartal produceredes 8763 og leveredes 7579 Model S. I tredje kvartal leveredes 7785 Model S - hvilket var ny rekord for Tesla Motors - på trods af, at fabrikken var lukket i juli. 907 Model S leveredes på en enkelt dag, hvilket også var rekord.

#### 2015
I første kvartal 2015 solgte Tesla Motors 10.030 Model S og kunne dermed notere en fremgang på 55 % sammenlignet med første kvartal 2014. Ifølge Reuters er det samlede 2015-salgsmål 55.000 styk, hvilket vil være en fremgang på 74 % i forhold til 2014. I Danmark kunne Tesla notere sig en fremgang i første kvartal 2015 på 18 % sammenlignet med første kvartal 2014.
Nedenstående tabel viser salget på de største markeder til og med juni 2015.
| Tesla Model S salgsstatistik for de største markeder (juni 2012 - juni 2015) | Tesla Model S salgsstatistik for de største markeder (juni 2012 - juni 2015) | Tesla Model S salgsstatistik for de største markeder (juni 2012 - juni 2015) | Tesla Model S salgsstatistik for de største markeder (juni 2012 - juni 2015) | Tesla Model S salgsstatistik for de største markeder (juni 2012 - juni 2015) | Tesla Model S salgsstatistik for de største markeder (juni 2012 - juni 2015) | Tesla Model S salgsstatistik for de største markeder (juni 2012 - juni 2015) |
| Land | Kumuleret salg                                                               | % af globalt salg(1)                                                         | 2015 ÅTD                                                                     | 2014                                                                         | 2013                                                                         | 2012                                                                         |
| --- | ---------------------------------------------------------------------------- | ---------------------------------------------------------------------------- | ---------------------------------------------------------------------------- | ---------------------------------------------------------------------------- | ---------------------------------------------------------------------------- | ---------------------------------------------------------------------------- |
| [ 159 ] [ 160 ] | ~49.005                                                                      | 62,6 %                                                                       | ~11.900                                                                      | ~16.550                                                                      | ~18.000                                                                      | ~2.555                                                                       |
| [ 161 ] [ 162 ] | 8697                                                                         | 11,1 %                                                                       | 2.674                                                                        | 4.040                                                                        | 1.983                                                                        |                                                                              |
| [ 163 ] | 4063                                                                         | 5,2 %                                                                        | 1.564(3)                                                                     | 2.499                                                                        |                                                                              |                                                                              |
| [ 164 ] [ 165 ] [ 166 ] | 3529                                                                         | 4,5 %                                                                        | 884                                                                          | 1.465                                                                        | 1.192                                                                        |                                                                              |
| [ 167 ] | 2322                                                                         | 3,0 %                                                                        | 742(3)                                                                       | 847                                                                          | 638                                                                          | 95                                                                           |
| [ 168 ] [ 169 ] | 1702                                                                         | 2,2 %                                                                        | 696                                                                          | 815                                                                          | 191                                                                          |                                                                              |
| (2) | 1347                                                                         | 1,7 %                                                                        | 638                                                                          | 496                                                                          | 213                                                                          |                                                                              |
| [ 170 ] [ 171 ] | 1117                                                                         | 1,4 %                                                                        | 448                                                                          | 521                                                                          | 148                                                                          |                                                                              |
| [ 172 ] | 1083                                                                         | 1,4 %                                                                        | <1500                                                                        | 460                                                                          | 112                                                                          |                                                                              |
| [ 173 ] | 697                                                                          | 0,9 %                                                                        | 432                                                                          | 265                                                                          |                                                                              |                                                                              |
| [ 174 ] | 678                                                                          | 0,9 %                                                                        | 204(5)                                                                       | 474                                                                          |                                                                              |                                                                              |
| [ 175 ] [ 176 ] | 589                                                                          | 0,7 %                                                                        | 226                                                                          | 328                                                                          | 35                                                                           |                                                                              |
| [ 177 ] | 397                                                                          | 0,5 %                                                                        | 213                                                                          | 136                                                                          | 48                                                                           |                                                                              |
| |                                                                              |                                                                              |                                                                              |                                                                              |                                                                              |                                                                              |
| Globalt salg | 78.334                                                                       |                                                                              | 21.552                                                                       | 31.655                                                                       | 22.477                                                                       | ~2.650                                                                       |
| Noter: (1) Den procentvise andel af det globale salg fordelt på lande til og med juni 2015. (3) Nyregistreringer i Kina, Canada, og Hong Kong til og med maj 2015. (4) Nyregistreringer i Liechtenstein er medregnet.(5) Nyregistreringer i Storbritannien til og med marts 2015. |                                                                              |                                                                              |                                                                              |                                                                              |                                                                              |                                                                              |

### Nordamerika
Den første Model S til det nordamerikanske marked blev leveret i USA den 1. juni 2012. De egentlige leverancer begyndte den 22. juni 2012 ved et særligt arrangement på Tesla-fabrikken i Fremont i Californien. De første 1000 biler i produktionslinjen var Signature og Signature Performance-modeller med 85 kWh-motor. I 2012 solgtes i alt 2650 biler.
I marts 2013 oplyste Tesla, at Model S nr. 3000 var leveret til en kunde i Californien. I marts var produktionen øget til mere end 500 biler om ugen. I løbet af 1. kvartal i 2013 leveredes 4900 Model S, og dermed var bilen den mest solgte elbil i USA efterfulgt af Chevrolet Volt med 4244 solgte biler. I løbet af 2013 blev Model S det foretrukne køretøj blandt en række velhaverkvarterer i Californien. Med 8347 solgte biler i 2013 var Model S den tredjemest sælgende luksusbil i Californien efter Mercedes-Benz E-klassen og BMW 5-serien med en markedsandel på 9,8 % af luksusbilerne.  I november 2013 kunne Model S købes i alle USA’s 50 stater. 48 % af bilerne solgtes i Californien.
I 2013 solgtes 18.000 Model S, hvilket gjorde Model S til den tredjemest solgte elbil efter Chevrolet Volt (23.094) og Nissan Leaf (22.610). I 2013 var Model S den mest solgte luksusbil i USA foran Mercedes-Benz S-klasse, der solgtes i 13.303 enheder. I første kvartal i 2014 leveredes 3300 Model S. I maj 2014 var der i alt leveret 25.900 Model S i USA.
Salgsmodel
Tesla har valgt at sælge Model direkte til forbrugerne uden et forhandlernetværk. Eftersom lovgivningen i en del amerikanske stater forudsætter et forhandlernetværk, har Tesla ført retssager mod myndighederne i Ohio, New Jersey, New York og andre stater. Pr. december 2013 besværliggjorde lovgivningen i Texas både køb og vedligeholdelse af Model S (“Model S buyers should take multiple unusual actions in order to buy and maintain their cars”).
Prissætning
I juni prissattes 85 kWh-modellerne Signature til 95.400 dollars (ca. 525.000 kr.) og Signature Performance til 105.400 dollars (ca. 580.000 kr.). I juni 2014 var startprisen i USA for en 60 kWh-model 69,900 dollars (ca. 385.000 kr.) og for 85 kWh-basismodellen 79.900 dollars (ca. 440.000 kr.). P85 Performance-modellen kostede 93.400 dollars (ca. 515.000 kr.).
I Canada leveredes i alt 95 Model S i 2012 og 638 i 2013. I april 2014 var der i alt solgt 962 Model S.

### Europa
De første leveringer til det europæiske marked begyndte i starten af august i 2013 i Norge, Schweiz og Holland. I 2013 endte Model S med 3900 solgte enheder som den tredjemest solgte elbil i Europa kun overgået af Nissan Leaf og Renault Zoe.
I første kvartal af 2014 solgtes omkring 3000 Model S i Europa svarende til en markedsandel på 24 % på det europæiske marked for elbiler kun overgået af Nissan Leaf.
Prissætning
Standardudstyr og ekstraudstyr fås i samme pakker i både Nordamerika og Europa. Priserne i Europa er højere som følge af valutakurser, moms, leveringsomkostninger, importafgifter og andre landespecifikke udgifter. I de fleste europæiske lande er startprisen for en 60 kWh-model 72.000 euro svarende til ca. 540.000 kr. og 83.150 euro for 85 kWh-modellen svarende til ca. 620.000 kr. Tesla tilbød en rabat på 1700 euro (ca. 12.750 kr.) til de kunder, der reserverede en Model S senest ved udgangen af december 2012.
Danmark
I den første måned på det danske marked var Model S den bedst sælgende elbil med 42 solgte biler. I perioden fra august til december 2013 solgtes 112 biler. I maj 2014 var der i alt solgt 270 Model S i Danmark.
Holland
De første leveringer fandt sted den 22. august 2013 ved Teslas europæiske distributionscenter i Tilburg. I alt 1192 biler blev solgt i 2013. Da regeringens afgiftsundtagelse for elbiler udløb, faldt salget drastisk, og kun 262 biler solgtes i løbet af de første fire måneder af 2014. Pr. maj 2014 var Model S dog den bedst sælgende elbil med 1578 registrerede biler efterfulgt af Nissan Leaf med 945 biler.
Norge
De første leveringer af Model S i Europa foregik i Oslo den 7. august 2013. I slutningen af august åbnede seks laderstationer i Norge - de første i Europa. Samme måned leveredes 186 Model S, hvilket gjorde bilen til den næstmest solgte elbil kun overgået af Nissan Leaf med 448 solgte biler. Salget toppede i september med i alt 616 solgte biler og en samlet markedsandel for nysalg i Norge på 5,1 % og dermed flere end Nissan Leaf.
Startprisen for en 60 kWh-model i Norge var i 2013 446.600 norske kroner og ca. 700.000 kr. for topmodellen Performance+ Signature. I Norge er alle elbiler - og dermed også Model S - fritaget for afgifter herunder moms, og i bl.a. Oslo er bompassage og parkering gratis, og busbanerne kan benyttes frit.
I 2013 genereredes en venteliste på 5 måneder, hvilket fik nogle nordmænd til er købe en brugt Model S til en højere pris end en fabriksny version. Salget faldt til 98 biler i oktober men øgedes atter i november med 527 solgte enheder, hvilket gjorde Model S til den næstmest solgte bil overhovedet - kun overgået af Volkswagen Golf. I december 2013 solgtes 553 Model S, hvilket gjorde den til den mest solgte bil den måned med en markedsandel på 4,9 %. På trods af at Model S kun havde været til salg i færre end fem af årets måneder, opnåede den alligevel at blive den 20. mest solgte bil i Norge i 2013 med en markedsandel på 1,4 %. For at fremme salget af elbiler gav de norske myndigheder en afgiftsfritagelse på ca. 740.000 danske kroner pr. bil, hvilket var højere end startprisen for en Model S.
Model S toppede salgsstatistikken i marts 2014 med 1493 solgte biler og slog dermed Ford Sierras 28 år gamle rekord fra maj 1986, hvor bilen solgtes i 1454 eksemplarer. I alt solgtes 2056 Model S i første kvartal i 2014 svarende til en markedsandel for nyvognssalget på 5,6 % og 38,8 % af elbilsmarkedet og dermed den mest solgte bil i kvartalet. Ifølge Aftenposten var 20 % af de nye biler i marts 2014 elbiler, og elbilerne udgjorde samlet set mere end 1 % af den samlede norske bilpark.
Siden introduktionen i august 2013 var der ved udgangen af maj 2014 solgt i alt 4581 Model S.
Schweiz
De første biler leveredes i august 2013, og i alt 213 biler blev solgt i 2013. Pr. maj 2014 var der i alt solgt 404 Model S. Model S er den mest solgte elbil hidtil i 2014.
Storbritannien
I juni 2014 kom venstrekørselsvarianten på gaden i Storbritannien. Det britiske bilmagasin Autocar gav Model S 4 ½ ud af 5 stjerner og placerede den på en andenplads kun overgået af Mercedes Benz S-klasse i en sammenligning med Jaguar XJ (nr. 3), Audi A8 (nr. 4) og BMW 7-serie (nr. 5).
Tyskland
I Tyskland tilbydes Model med en Autobahn-pakke som ekstraudstyr. I november 2013 åbnede de første hurtigladestationer mellem München og Stuttgart, München og Zürich og Köln og Frankfurt am Main. Tesla forventede at dække 50 % af Tyskland med hurtigladestationer i marts 2014 og hele landet ved udgangen af 2014. Tyskland vil da have flere hurtigladestationer pr. indbygger end noget andet land i verden. Det er Teslas målsætning at sælge 10.000 Model S i 2015. I 2013 solgtes 191 Model S i Tyskland. Fra januar til maj 2014 solgtes 344 Model S svarende til i alt 535 biler siden 2013.

### Asien
Kina
De første leveringer i Kina påbegyndtes i april 2014. Model S har det samme standardudstyr som i den europæiske version men har større bagsæder, da det forventes, at bilen primært vil blive kørt af en privatchauffør. I Kina leveres Model S udelukkende i 85 kWh-versionerne enten som standard eller Performance. Priserne starter ved 121.200 dollars (ca. 666.000 kr.) for versionen med 367 hk (270 kW), hvilket er nogenlunde samme prisleje som i USA, hvor kun moms og leveringsomkostninger er tilføjet. I Kina koster sammenlignelige luksusbiler ca. 180.000 dollars (ca. 1 mio. kr.).
I juli 2014 skrev det britiske dagblad The Telegraph, at nogle kinesiske hackere formentlig via Teslas smartphone app havde formået at tage kontrol over funktionerne, der styrede dørlåsene, hornet, forlygterne og soltaget på en Model S. Tesla lovede at lappe sikkerhedshullet i appen.

## Sikkerhed

### NHTSA og Euro NCAP
Tabellen nedenfor viser bedømmelsen af Model S foretaget af National Highway Traffic Safety Administration (NHTSA). NHTSA er en amerikansk myndighed under Department of Transportation, der blandt andet fastsætter sikkerhedsstandarder for biler.
| Samlet:                  | 5/5 stjerner |
| Frontal, fører:          | 5/5 stjerner |
| Frontal, passager:       | 5/5 stjerner |
| Sideværts, fører:        | 5/5 stjerner |
| Sideværts, passager:     | 5/5 stjerner |
| Sideværts stolpe, fører: | 5/5 stjerner |
| Rollover:                | / 5,7 %      |

Ultimo 2014 opnåede Model S også de maksimale 5 stjerner i Euro NCAP-testen.

### Batteribrande og uheld
Den første brand i en Model S beskrevet af medierne fandt sted den 1. oktober 2013 på Route 167 i staten Washington. Som anvist af bilens alarmsystem var føreren i stand til at køre fra motorvejen, standse bilen og forlade den uden at komme til skade. Føreren tilkaldte straks hjælp, og imens begyndte der at komme røg ud fra forenden af bilen. Føreren forklarede efterfølgende, at han havde ramt en genstand på motorvejen. Tesla fastslog, at branden var forårsaget af, at en stor genstand af metal havde ramt et af de 14 batterimoduler i bunden af bilen. Eftersom modulerne var adskilte af brandvægge ("firewalls"), havde det ifølge Tesla forhindret ilden i at sprede sig til andet end en mindre del af bilens forende.
Efterfølgende kunne det med sikkerhed konstateres, at batterimodulet var blevet beskadiget af et metalstykke, der var faldet af en lastbil. Metalstykket blev efterfølgende fundet tæt på uheldsstedet. Tesla fastslog, at metalstykket havde slået et 7,6 cm stort hul i den 0,64 cm tykke armeringsplade på bilens undervogn. Ventilatorer i undervognen fik røgen væk fra bilen, så branden ikke spredte sig til kabinen. Ifølge Tesla havde brandfolkene fulgt den korrekte procedure i henhold til brugermanualen for Model S ved at bruge store mængder vand til at slukke branden. Dog mente Tesla, at det havde været unødvendigt at bryde brandadskillelsen af metal for at komme ind til branden. Dette havde resulteret i, at flammerne havde spredt sig til bagagerummet i bilens forende. Tesla fastslog endvidere, at fordi batteripakken kun indeholder 10 % af energien i en almindelig benzintank på en bil, udgør eksplosionsrisikoen af et enkelt modul kun ca. 1 %.
Den 24. oktober 2013 fastslog sikkerhedsmyndigheden NHTSA, at der baseret på alle foreliggende oplysninger ikke var belæg for at konkludere, at den pågældende batteribrand kunne begrundes i en sikkerhedsbrist på bilen eller manglende efterlevelse af sikkerhedsstandarderne.
Den 6. november 2013 brød endnu en Model S i brand efter at have ramt et anhængertræk på vejen. Uheldet fik Tesla til at udvide garantien, så den også dækkede skader som følge af brand i bilen. Desuden tilføjedes en softwareopdatering, der øgede frihøjden ved motorvejshastighed.
Som følge af disse to brande - og en yderligere tredje brand - påbegyndte NHTSA i november en foreløbig undersøgelse for at fastslå "de potentielle risici forbundet med undervognsskader på Tesla Model S årgang 2013" ("the potential risks associated with undercarriage strikes on model year 2013 Tesla Model S vehicles").
Endnu en brand fandt sted i Toronto i Canada i starten af februar 2014. En Model S holdt parkeret i en garage og var ikke under opladning. Brandårsagen er ukendt. Tesla oplyste, at "i dette konkrete tilfælde kender vi endnu ikke den præcise årsag, men vi kan med sikkerhed fastslå, at branden ikke opstod i hverken batteriet, opladeren, adapteren eller de elektriske beholdere, eftersom ingen af disse dele beskadigedes af branden" ("in this particular case, we don’t yet know the precise cause, but have definitively determined that it did not originate in the battery, the charging system, the adapter or the electrical receptacle, as these components were untouched by the fire").
Som følge af brandene er alle Model S produceret fra og med den 6. marts 2014 udrustet med et tredobbelt undervognsskjold bestående af titanium. Alle øvrige Model S udrustedes med en tilsvarende beskyttelse på forespørgsel eller som en del af det almindelige serviceprogram.
Den 28. marts 2014 afsluttede NHTSA sin undersøgelse og konkluderede, at den nye beskyttelse af undervognen sammen med den øgede frihøjde burde kunne reducere såvel antallet af uheld med beskadiget undervogn som risikoen for brand.
Den 4. juli 2014 indtraf en voldsom ulykke med en Model S i Los Angeles, da en biltyv forulykkede om aftenen i bytrafik med op til 160 km/t. Adskillige andre bilister kom til skade i forbindelse med den hasarderede kørsel. Biljagten sluttede, da Teslaen ramte en lygtepæl og blev delt i to. Biltyven døde tre dage efter af sine kvæstelser. Hidtil var ingen personer omkommet i en Model S. Det vækkede efterfølgende nogen undren, at biltyven havde kunnet stjæle bilen i en Tesla-forretning, uden at politiet var blevet underrettet om tyveriet.

### Farlig for andre bilister
Den 4. juli 2014 var en Model S involveret i en ulykke i Californien, der kostede tre mennesker livet. Det skete, da føreren af Teslaen kørte op bag i en Toyota Corolla fra 2003. Tre mennesker i Toyotaen blev dræbt, mens føreren af Teslaen slap stort set uskadt. Ulykken fik flere eksperter til at påpege, at nok er Teslaen sikker at opholde sig i, men den kan være farlig for andre trafikanter. Tesla Motors kritiseredes på den baggrund for ikke at have udstyret Model S med det banale og billige sikkerhedsudstyr, der kan forhindre, at en bil kører op bag i en anden bil, der holder stille. Ifølge Politiken er eksempelvis nogle af Danmarks pt. mest solgte biler - mikrobilerne Volkswagen up!, SEAT Mii og Škoda Citigo til 90.000 kr. - udstyret med det pågældende sikkerhedsudstyr.

## Kontroverser

### Rækkevidde
Den 8. februar 2013 offentliggjorde The New York Times en artikel om en testkørsel af Model S foretaget af John M. Broder mellem Washington D.C. og Boston ved hjælp af Teslas net af hurtigladere. På det tidspunkt omfattede nettet kun to hurtigladestationer på den amerikanske østkyst. Broder påpegede en række kritiske forhold om batteriets ydeevne i koldt vejr og afstanden mellem ladestationerne. Turen endte med, at Teslaen løb tør for strøm og måtte køres på en ladvogn til nærmeste ladestation i Milford i Connecticut.
Tesla reagerede ved at offentliggøre logdata fra bilen, der modsagde Broder på en række faktuelle punkter. Tesla antydede, at Broder bevidst fik bilen til at løbe tør for strøm. Broder tog til genmæle og forklarede, at afvigelserne mellem hans og Teslas angivelse af bilens hastighed kunne være forårsaget af, at bilen var udstyret med 19"-hjul men var indstillet på 21"-hjul. Som følge af debatten genskabte en reporter fra CNN turen uden at løbe tør for strøm. Turen adskilte sig dog fra Broders tur ved, at CNN gennemførte turen ved højere temperaturer og i løbet af en enkelt dag, hvorimod New York Times havde parkeret bilen natten over uden at lade den op. En reporter fra tv-stationen CNBC genskabte også turen på en enkelt dag uden problemer.
En uge senere genskabte en gruppe af Tesla-ejere Broders tur uden problemer. En af kørerne forsinkedes dog, fordi hans bil ikke ville oplade og måtte opdateres to gange.
Den 18. februar 2013 fastslog læsernes redaktør Margaret Sullivan fra New York Times, at Broder havde benyttet sig af tilfældige og unøjagtige noter af testturen og ikke havde vist god dømmekraft. Hun fastholdt dog, at artiklen var skrevet i god tro, og at Broders køretøjsdata af og til havde været vildledende ("sometimes quite misleading").

### Sikreste bil
Den 19. august 2013 fremgik det af en pressemeddelelse fra Tesla, at Model S havde opnået den højeste sikkerhedsvurdering i en NHTSA-test nogensinde. Ifølge Tesla offentliggør NHTSA ikke vurderinger højere end 5 stjerner, men ifølge Tesla havde Model S opnået i alt 5,4 stjerner, hvilket var ny rekord.
NHTSA præciserede dog nogle dage senere, at bedømmelsen af Model S ikke adskilte sig fra andre biler, der havde fået 5 stjerner. Ifølge NHTSA havde Tesla ikke fulgt NHTSA's retningslinjer for reklame ved at påstå, at Model S var blevet bedre bedømt end andre 5-stjernede biler.

### Energitab
Softwareopdatering v5.8 har reduceret energitabet, når bilen ikke er i brug, til 1,1 kWh pr. nat svarende til ca. 5 kilometers rækkevidde.
I januar 2014 konstaterede Bjørn Nyland, en Model S-ejer fra Norge, en mistet rækkevidde på ca. 20 % i løbet af en forlænget ferie på 27 dage. Det svarede til en mistet rækkevidde på i alt ca. 100 km og 3,7 km om dagen, mens bilen var parkeret ved meget lave temperaturer.

### Afgiftsfritagelse
I Norge har de særligt favorable afgifts- og momsfritagelser for elbiler været genstand for kritik især efter, at nybilssalget af Model S i perioder overgik salget af en lang række konventionelle bilmodeller, der ikke - eller kun delvist - var fritaget for afgift. I juli 2014 påpegede Toyota i Norge, at det kostede de norske myndigheder mindst 6000 kr. pr. ton sparet CO2 at give afgiftsfordele til elbilen. I september 2014 kritiseredes den norske afgiftsmodel endvidere af professor Anders Skonhoft fra Institut for Samfundsøkonomi på Norges Teknisk-Naturvitenskapelige Universitet. Han skønnede, at det samme beløb, som Norge brugte på at subsidiere elbiler, kunne købe 20 millioner CO2-kvoter og dermed halvere landets udslip.
Også Bård Nordheim, der analyserede by- og kollektiv trafik for bl.a. den norske regering, var kritisk over for statens afgiftspolitik. Ifølge Nordheim var den norske stats tilskud til Tesla-ejere så stort, at det ville svare til, at Oslos sporvognspassagerer fik udbetalt 70 kr. for hver eneste rejse.
I Danmark ophørte afgiftsfritagelsen for de dyreste elbiler i 31. december 2015 da en bred partiaftale blev offentliggjort 9. oktober, hvilket i praksis ramte Model S hårdt. Skatteministeriet havde beregnet et indtægtstab på 450-650 mio. kr. for alle elbiler, men konsulenter vurderede, at beløbet var mindst 330 mio. kr. for højt, og at det reelle provenutab er væsentligt lavere. Tesla anser afgiftspålæggelsen som et salgsophør af deres biler i Danmark. Afgiftsprocenten er væsentligt mindre for billigere elbiler. I november 2015 kom det frem, at regeringen (Venstre) forhandlede med Dansk Folkeparti og Liberal Alliance om at reducere registreringsafgiften på biler med forbrændingsmotor fra 180 til 140 % af den afgiftspligtige værdi, der oversteg 82.800 kr., hvilket ville koste staten 475 mio. kr. i provenutab i 2016, eftersom lavere afgifter ville betyde køb af flere og større biler.
I november fik Skat mistanke om omfattende snyd med afgifter på elbiler, fordi 2500 nummerplader til luksuselbiler - formentlig Teslaer - var blevet bestilt de seneste uger. Først nægtede Tesla Motors at have hamstret nummerplader forud for de nye afgiftsregler, men dagen efter erkendte Tesla at have bestilt 2500 nummerplader. Teslas danske kommunikationschef, Esben Pedersen, benægtede dog, at indkøbet var sket for at omgå de nye afgiftsregler, eftersom "en nummerplade ikke repræsenterer et salg af en bil, før den er sat på en bil." Tesla solgte 144 biler i perioden fra afgiftsaftalens offentliggørelse 9. oktober og til 11. november.

### Motorproblemer
I august 2014 valgte Tesla Motors at udvide garantien, så den også omfattede motorenheden. Det skete, efter at et amerikansk forbrugermagasin havde bragt en artikel om motorproblemer i Model S.
I november 2014 kom det frem, at Tesla Motors havde sendt 300 nye motorenheder til norske Model S-ejere efter, at en fejlbehæftet sending af Model S var endt i Norge. Mange ejere havde oplevet "klunk"-lyde og biler, som var totalhavareret. Der var endvidere beretninger om norske Tesla-ejere, der havde fået ombyttet deres drive-unit - dvs. elmotor, gear og vekselretter - hele to gange.

### Manglende motorkraft
Test af topmodellen P85D, hvis ydelse indledningsvis blev angivet til 700 hk, viste i efteråret 2015, at ydelsen reelt var noget lavere; eksempelvis 418 kilowatts (568 hk). En hjemmeside for ejere, der ville klage, blev etableret, og over 60 personer fra både Norge, Tyskland og USA tilsluttede sig. I november 2015 ændrede Tesla det oplyste antal hestekræfter til at være 460 for en S P85D og med tillægspakken Ludicrous 539 hk. Den angivne effekt er således reduceret med 231 hk; den reelle effekt afhænger af forholdene. Tesla afviste dog at kompensere ejerne af topmodellen.. I juni 2016 fik 3 norske Tesla ejere medhold af det norske forbrugerankenævn og blev tilkendt en erstatning på 50.000 NOK.

### Fejl i sikkerhedsselen
I november 2015 annoncerede Tesla en frivillig verdensomspændende tilbagekaldelse af alle 90.000 Model S - heraf 2000 i Danmark - med henblik på at kontrollere en mulig defekt i bilernes forreste sikkerhedsselesamlinger. Problemet blev rapporteret i begyndelsen af november af en kunde fra Europa. Teslas foreløbige undersøgelser var ikke i stand til at identificere en grundlæggende årsag til fejlen, og virksomheden besluttede derfor at tilbagekalde alle Model S.

## Anerkendelse
- Årets bedste grønne bil 2013.[291]

- Automobile Magazine's Årets bil 2013.[292]

- Motor Trend Årets bil 2013, Den første vinder nogensinde der ikke havde en forbrændingsmotor.[293]

- Popular Science's Auto Grand Award Winner Best of What's New list 2012.[294]

- Time Magazine De 25 bedste opfindelser 2012.[295]

- Yahoo! Autos Årets bil 2013.[296]

- CNET Tech Årets bil 2012.[297]

- Green Car Reports' Bedste bilkøb 2013.[298]

- 2013 AutoGuide.com Læsernes Årets bil.[299]

- Natural Resources Canada 2013 EcoENERGY for Vehicles Awards i full-size kategorien.[300]

- Consumer Reports (svarer nogenlunde til Forbrugerrådets blad Tænk) gav Model S en score på 99 ud af 100 - den højeste score nogensinde. Scoren kunne have været endnu højere hvis ikke det var fordi Model S skal oplade på længere ture.[301]

- Consumer Reports. I en undersøgelse af tilfredsheden hos Model S-ejerne scorede Model S 99 ud af 100.[302]

- Motorjournalisternes Klub Danmarks Ærespris ved Årets Bil i Danmark 2014.[303]

## Galleri
- Prototype af Model S.
- Prototypen set bagfra.
- Nærbillede af baglygten på prototypen.
- Model S på Geneva Motor Show i marts 2012.
- Model S set bagfra.
- Nærbillede bagfra med åben for- og bagklap.
- Forlygte med LED-båndet tændt som kørelys.
- Førerpladsen med 17-tommer touch-skærmen i midten.
- Forreste del af undervognen.
- Model S med det forreste bagagerum åbent hvor motoren ville være på en almindelig bil.
- Den første Model S fra produktionslinjen.
- Specifikationer for 2013-14 modellerne og bestillingsside fra Teslas hjemmeside.